# Organizarea administrativă a Franței
Diviziunile teritoriale ale Franței corespund organizării instituționale și administrative ale teritoriului statului francez.
Franța este divizată din punct de vedere adminisatrativ în 22 de regiuni, care se găsesc în cadrul Franței metropolitane (21 situate în partea continentală plus Corsica). Aceste 22 de regiuni se subdivid în 96 de departamente fiecare având asociat un cod ce îndeplinește o serie de funcții administrative, spre exemplu primele cifre din codul poștal, parte a numerelor de înmatriculare, etc. Patru dintre aceste departamente, departamentele de peste mări, sunt simultan regiuni de peste mări dar sunt parte integrantă a Franțai și a Uniunii Europene. Se dorește micșorarea numărului de regiuni la 13 în până în ianuarie 2016. Departamentele se subdivid și ele în 323 de arondismente alcătuite din 1.995 de cantoane și 36.529 de comune. Trei comune, Paris, Lyon și Marsilia sunt subdivizate la rândul lor în arondismente municipale. 
Regiunile, departamentele, și comunele sunt cunoscute drept "colectivități teritoriale" (collectivités territoriales), deținînd ca atare consiliu și executiv propriu, în timp ce arondisementele și cantoanele sunt doar diviziuni administrative. 
Pe lângă cele 22 de regiuni și 96 de departamente, Republica Franceză este alcătuită și din cinci colectivitați de peste mări, din care Noua Caledonie are un statut special, și trei teritorii speciale nelocuite. Colectivitățile și teritoriile de peste mare sunt părți ale Republicii Franceze, dar nu fac parte din UE. Teritoriile din Pacific continuă să folosească francul CFP, al cărui valoare   este raportată la euro. În contrast, cele patru regiuni și departamente de peste mări, foloseau francul francez, iar acum folosesc moneda euro.
Franța mai are sub control un număr de insule nelocuite în Oceanul Indian și în Oceanul Pacific: Bassas da India, Clipperton, Europa, Glorioso, Juan de Nova, Tromelin.

## Franța metropolitană
Din data de 1 ianuarie 2015, Franța metropolitană — adică, partea teritoriului francez situată în Europa — este divizată în mod ierarhic în:
- 22 regiuni (franceză régions) (dintre care una este colectivitatea teritorială Corsica). Regiunea este principala diviziune teritorială franceză, administrată de un consiliu regional ales pe o perioadă de șase ani prin sufragiu universal direct. Principalul rol legal al regiunilor este de a asigura finanțarea liceelor dar bugetul acesteia îi permite să facă investiții în majoritatea domeniilor economice și sociale. Fiecare regiune are un prefect, numit de guvern, al cărui rol este de a reprezenta statul în teritoriu și de a asigura buna funcționare a serviciilor descentralizate, ca de exemplu coordonarea serviciilor de poliție. Colectivitatea teritorială Corsica are un statut aparte, analog cu acela al unei regiuni dar cu un pic mai multe puteri.
- 96 departamente (franceză départements). Un nivel inferior regiunilor (fiecare regiune fiind compusă din mai multe departamente), departamentele sunt administrate de un consiliu general ales pe o perioadă de șase ani prin sufragiu universal direct și având ca rol finanțarea domeniilor economice și sociale. Departamentele au fost create în 1790 astfel încât fiecare persoană care locuia în cadrul unuia să poată ajunge în orașul de reședință într-o zi de mers călare. Actualmente rolul acestora este concurat de regiuni, acestea preluând în ultima vreme din ce în ce mai multe puteri ale departamentelor. Similar cu regiunile, fiecare departament posedă un prefect, iar prefectul departamentului unde se situează reședința regiunii este în același timp și prefectul regiunii.
- 323 arondismente (franceză arrondissements). Fiecare departament francez este la rândul său decupat în mai multe arondismente, fiecare dintre acestea având un sub-prefect ce are rolul de a ajuta prefectul departamentului. Acestea însă nu au altă putere administrativă.
- 3 879 cantoane (franceză cantons). Arondismentele la rândul lor sunt divizate în mai multe cantoane (din punct de vedere legal, un canton poate fi partajat între două arondismente, dar această situație, care deja a fost - rar - întălnită, nu există actualmente). Rolul acestora este în principal de a furniza decuparea în circumscripții electorale, de exemplu pentru consiliul general al departamentului. În zonele urbane, o aceeași comună este formată din mai multe cantoane, iar în zonele rurale, un canton acoperă de obicei mai multe comune. În acest caz, se poate întâmpla ca principalele servicii administrative să fie concentrate în reședința cantonului.
- 36 529 comune (franceză communes). Acestea formează (în cvasi-totalitatea cazurilor) cel mai de jos nivel al diviziunilor administrative ale teritoriului francez, și acestea corespund, în general, cu teritoriul unui oraș sau al unui sat. Dacă comuna este acoperită de mai multe cantoane atunci ea nu poate face parte decât dintr-un singur arondisment departamental. O comună este administrată de un consiliu municipal prezidat de un primar. Acesta dispune de un buget comunal, iar competențele lui sunt diverse.
- Cele 3 comune cele mai populate care sunt Paris, Marsilia și Lyon sunt divizate în 45 arondismente municipale (franceză arrondissements municipaux): 20 pentru Paris, 16 pentru Marsilia și 9 pentru Lyon. Nu au nimic în comun cu arondismentele departamentale în afara numelui, și corespund mai degrabă sub-comunelor, cu un primar și un consiliu municipal de arondisment. În Paris și Lyon există o primărie de arondisment în plus față de primăria centrală, iar Marsilia este decupată în 8 "sectoare" fiecare regrupând câte 2 arondismente.
- Unele comune pot acoperi de asemenea mai multe agolmerații, sate sau burg-uri. Aceste "burg-uri" provin în cele mai multe cazuri din foste comune sau aglomerații prea puțin populate pentru a avea o administrație autonomă, acestea fiind regrupate cu o comună apropiată, mai importantă. Totodată, ele pot proveni din planuri de amenajare a teritoriului, de exemplu prin orașe noi (franceză villes nouvelles), create pe teritoriul uneia sau a mai multor comune sau în stațiunile montane.

Deoarece Franța este un stat unitar, nici una dintre aceste diviziuni nu posedă competențe legislative. Diviziunea teritoriului metropolitan provine, pentru departamente, arondismente, cantoane și comune, din 1789. Regiunile sunt mai recente, din anii 1950, ele evoluând de la stadiul de regrupare administrativă a departamentelor, la stadiul de colectivități teritoriale dotate de un consiliu ales ce dispune de un buget consecvent. Diviziunea profundă în comune și eventuala redundanță între regiuni și departamente continuă să alimenteze dezbaterea despre o eventuală reformă a acestui sistem, fără însă a exista nici un studiu la ora actuală.
În același timp, pentru a ameliora cooperarea între comunele vecine, ce pot avea interese comune la nivelul transportului, zonelor economice etc., există mai multe tipuri de Instituții publice de cooperare intercomunală (franceză établissements publics de coopération intercommunale, prescurtat EPCI) ce oferă diferite niveluri de cooperație. În ianuarie 2006, 32 826 comune (adică 89,8% din comunele Franței metropolitane și 50 milioane de locuitori) s-au regrupat în 2 558 structuri de intercomunalitate:
- 16 Comunități urbane (franceză communautés urbaines, gradul cel mai ridicat de cooperare intercomunală. Ele nu interesează decât ansamblele cu peste 500 000 locuitori, conținând cel puțin un oraș cu peste 50 000 locuitori și sunt dotate cu competențe sporite (planificare economică comună, gestionarea transporturilor, apei, deșeurilor etc.)
- 167 Comunități de aglomerație (franceză communautés d'agglomérations), pentru ansamble posedând cel puțin 50 000 locuitori, formate în jurul unui oraș cu cel puțin 15 000 locuitori. Competențele acestora sunt mai reduse față de cele ale comunităților urbane.
- 2.397 Comunități de comune (franceză communautés de communes, fără limită inferioară de populație și având competențe și mai reduse.
- 5 sindicate de aglomerații noi (franceză syndicats d'agglomération nouvelle, o categorie veche care va dispărea în timp.

Din 1995 există o altă diviziune administrativă: țara (franceză pays), un teritoriu caracterizat de o coeziune geografică, economică, culturală sau socială al cărei rol este de a reuni aleșii și actorii economici cu titlu consultativ pentru proiecte locale.

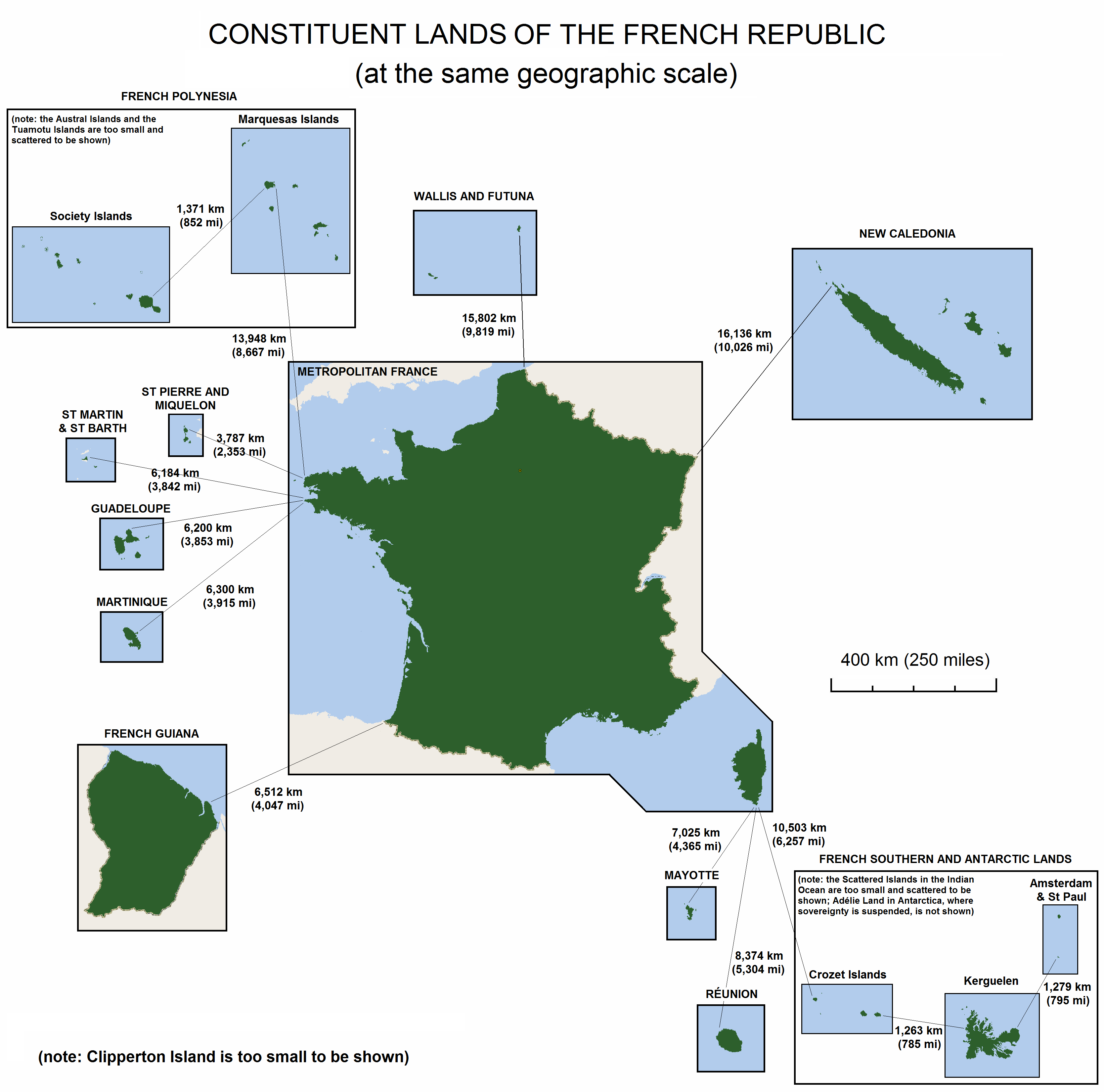
Diviziunile teritoriale ale Franţei

## Franța de peste mări
Republica franceză este de asemenea constituită din mai multe diviziuni administrative ale teritoriilor care nu se situează în Franța metropolitană. Aceste diviziuni corespund gradelor de independență ale acestor teritorii față de metropolă.

### Regiuni de peste mări
Există 4 regiuni de peste mări (franceză régions d'outre-mer : Guadelupa, Guiana franceză, Martinica și Réunion. Din 2003 aceste regiuni au același statut ca și regiunile metropolitane. Fiecare dintre ele este în același timp un departament de peste mări (franceză département d'outre-mer), existente din 1946. Această structură monodepartamentală ar putea dispărea în viitor prin fuzionarea consiliilor regionale și departamentale, dacă nu vor fi create alte departamente (a fost evocată ideea de a crea un nou departament în sudul insulei Réunion) dar toate aceste lucruri rămân pentru moment ipotetice.
Fiecare regiune de peste mări este divizată similar Franței metropolitane, existând:
- 13 arondismente
- 156 cantoane
- 114 comune (de fapt există mai multe cantoane decât comune, inversul situației din Franța metropolitană)

În plus, la data de 1 ianuarie 2006, existau 15 structuri intercomunale regrupând 87 comune (adică 76,3% din numărul comunelor regiunilor de peste mări) :
- 6 comunități de aglomerație
- 9 comunități de comune

### Colectivități de peste mări
La data de 28 martie 2003, o reviziune constituțională a creat colectivitățile de peste mări (franceză collectivités d'outre-mer, prescurtat COM). Există patru de astfel de colectivități cu statute diverse:
- Polinezia franceză, denumită țară de peste mări (pays d'outre-mer) dispune de un statut de autonomie foarte largă. Dispune de un guvern local, prezidat de un președinte al Polineziei franceze, parlamentul Polineziei franceze dispunând de o putere legislativă restrânsă. Guvernul local are autoritatea de a negocia acorduri cu alte state sau organisme internaționale. Polinezia franceză este împărțită în 5 subdiviziuni administrative, la rândul lor divizate în 48 de comune. 30 dintre acestea sunt divizate în secțiuni numite comune asociate (franceză communes associées, în număr de 96.

- Mayotte are un statut puternic inspirat de cel al unui departament, având inclusiv consiliu general. Este denumită specific colectivitate departamentală (franceză collectivité départementale în legea din 11 iulie 2001 și aceasta își rezervă posibilitatea de a deveni un departament francez cu drepturi depline în 2010. Mayotte este divizată în 17 comune și 19 cantoane (fiecare comună formează un canton, cu excepția comunei Mamoudzou care este divizată în 3 cantoane).

- Saint Pierre și Miquelon are un statut similar al celui unui departament, având un consiliu general. Teritoriul său este divizat în două comune. Este denumit oficial colectivitate teritorială (franceză collectivité territoriale.

- Wallis și Futuna are un statut specific. Este format din trei monarhii (Alo, Sigavé și Uvéa), ce formează tot atâtea circumscripții electorale. Regii acestor regate prezidă un consiliu teritorial ce conține de asemenea trei reprezentanți ai statului francez și un „parlament” teritorial ales prin sufragiu universal. Uvéa, cea mai populată circumscripție, este divizată în trei districte : Hahaké, Hihifo și Mua. Circumscripțiile și districtele sunt divizate în 36 de sate ce nu sunt diviziuni administrative ci doar statistice. Wallis și Futuna nu posedă nici arondismente, nici cantoane și nici comune (este singurul teritoriu francez nedivizat în comune).

### Noua Caledonie
Noua Caledonie nu este o colectivitate teritorială, dar are un statut specific ce îi garantează un grad sporit de autonomie. Un referendum local va decide, printre altele, începând cu 2014 asupra gradului său de autonomie sau despre o eventuală independență. Ea posedă un congres ce alege guvernul. Libertatea legislativă acordată Noii Caledonii este actualmente cea mai importantă dintre toate teritoriile franceze. Noua Caledonie este divizată în trei provincii (Nord, Sud și provincia insulelor Loyauté), la rândul lor divizate în 33 comune (din care una este partajată între 2 provincii).

### Alte teritorii
Există alte trei structuri corespunzătoare diferitelor teritorii ale republicii franceze, teritorii nelocuite care în consecință nu dispun de conducere locală aleasă:
- Teritoriile australe și antarctice franceze (franceză terres australes et antarctiques françaises, divizate în 4 districte: Insulele Kerguelen, Insula Amsterdam și Insula Saint-Paul, Insulele Crozet și teritoriul Adélie. Despre acesta din urmă, în urma semnării de către Franța a Tratatului Anctarticii în 1959, suveranitatea sa asupra acestui teritoriu este suspendată. Toate teritoriile sunt administrate din orașul Saint-Pierre, din Réunion, de către un administrator superior, asistat de un secretar general.

- Insulele împrăștiate în Oceanul Indian (franceză îles éparses de l'océan Indien) au fost administrate de către prefectul din Réunion din data de 19 septembrie 1960. Din 3 ianuarie 2005, administrația acestora este în sarcina prefectului, administrator superior al teritoriilor australe și antarctice franceze.

- Insula Clipperton este un domeniu public maritim înscris în tabelul domeniilor statului. Se află sub autoritatea primului ministru ce o deleagă înaltului comisar al republicii în Polinezia franceză.

## Naționalitatea și cetățenia franceză
Criteriile pentru a obține cetățenia franceză sunt identice în toate teritoriile franceze, inclusiv cele de peste mări. Toți cetățenii francezi, indiferent de unde locuiesc, au drept de vot în cadrul alegerilor prezidențiale și legislative.
Conform capitolului din codul civil francez relativ la imigrație, la sejurul străinilor în Franța și la naționalitate, termenul "în Franța" semnifică: teritoriul metropolitan, departamentele și colectivitățile de peste mări cât și Noua Caledonie și teritoriile australe și antarctice franceze.

## Uniunea Europeană
Franța metropolitană și regiunile franceze de peste mări fac parte integrantă din Uniunea Europeană, regiunile de peste mări fiind considerate ca regiuni ultraperiferice ale acesteia. 
Celelate teritorii ale republicii franceze nu fac parte din teritoriul comunitar, chiar dacă rezidenții acestora care posedă cetățenia franceză votează în cadrul alegerilor europene. Unele tratate ale Uniunii Europene pot fi aplicate în unele teritorii (Euratom și Euro se aplică în Mayotte și Saint-Pierre et Miquelon).

## Diviziuni vechi
- Înainte de revoluția franceză din 1789, Franța era divizată în provincii (franceză provinces).

- Termenul de "teritoriu de peste mări" (franceză territoire d'outre-mer), ce era aplicat actualelor colectivități de peste mări și celorlalte teritorii, nu mai are valoare juridică în urma revizuirii constituționale din 28 martie 2003.

## Bilbiografie
- Alternatives économiques nr 223, martie 2004, număr special dedicat descentralizării.